# درزة فينية

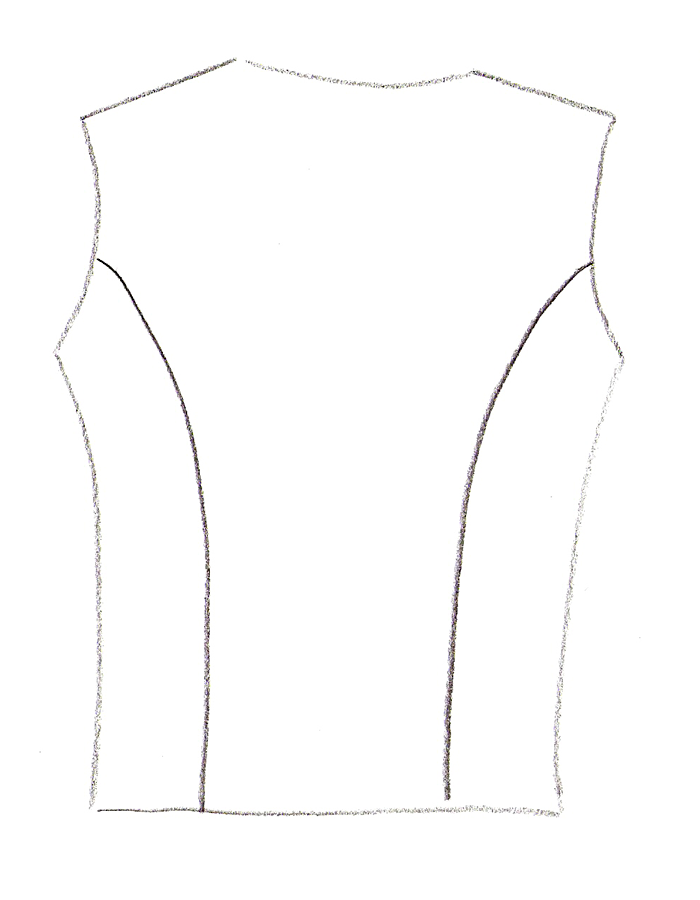

الدرزة الفينية (بالإنجليزية: Viennese seams) هي درزة طويلة، متقاربة الطبقات، وتستخدم في الشكل والمعانقة أو مصممة خصيصا للباس خارجي مناسب. تبدأ في منتصف ذراع التسلح وتؤدي في قوس على الصدر (أو شفرة الكتف) إلى الخصر. الفرق الرئيسي من الدرزة الأميرة هو أن الأخيرة تنزل من الكتف، في حين تتدفق الدرزة الفينية من الكم.